# Bobo-pequeno

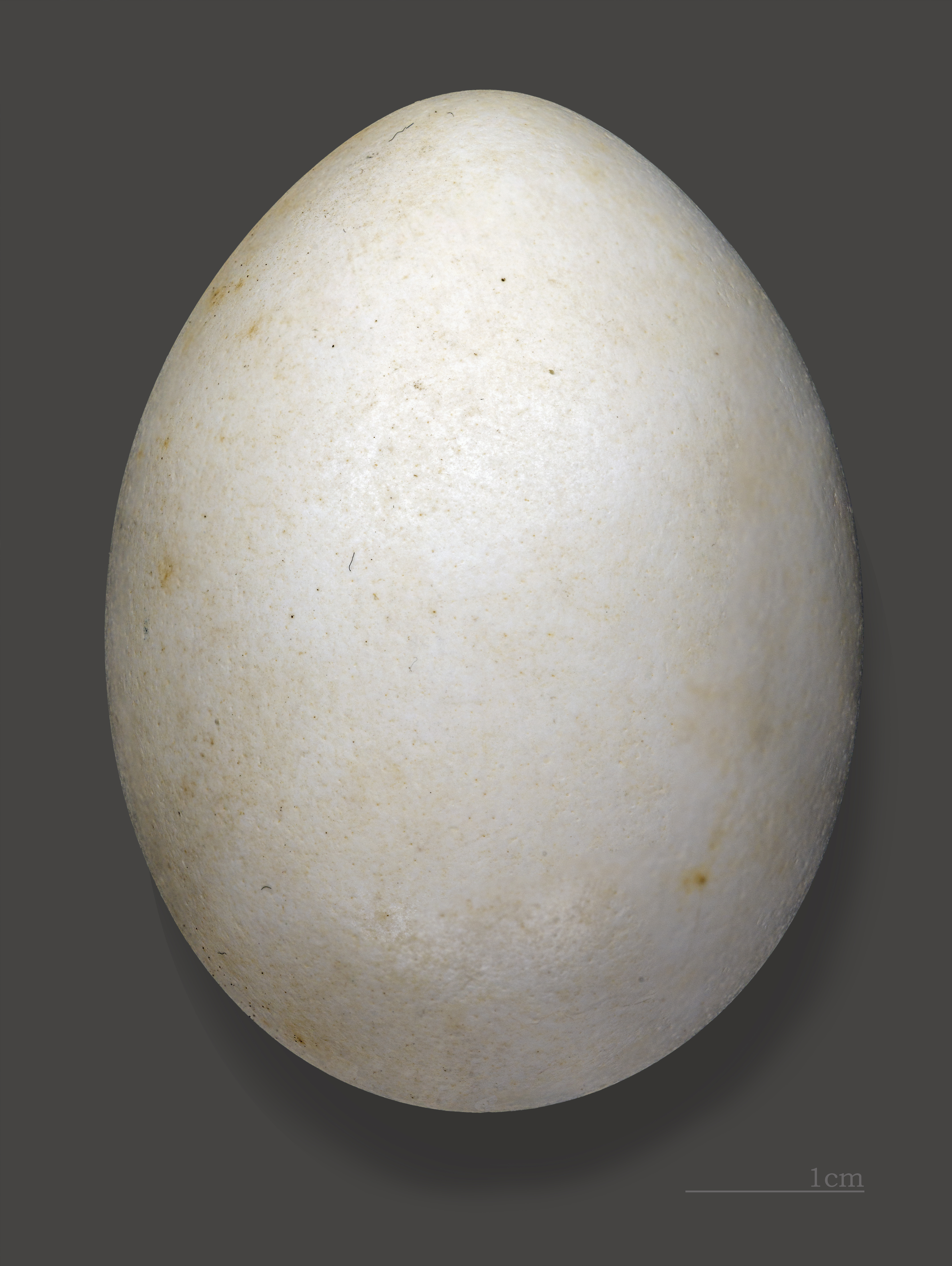
O ovo

O bobo-pequeno, estapagado ou pardela-sombria (nome científico: Puffinus puffinus) é uma espécie de ave procelariiforme europeia da família dos procelariídeos. Tais aves chegam a medir até 35 cm de comprimento, possuindo bico fino e escuro, partes superiores de cor negra uniforme. É conhecida pelos nomes de bobo-pequeno ou pardela-sombria (Brasil), boeiro, boieiro (Madeira), corva, estapagado (Madeira e Açores), estrapagado, estrapagarro (Madeira), feiticeiro, feiticeiro-do-mar, frulho (Açores), fura-bucho, papagarro, pardela-sombria, patagarro (Madeira) e vira-bucho.

## Taxonomia

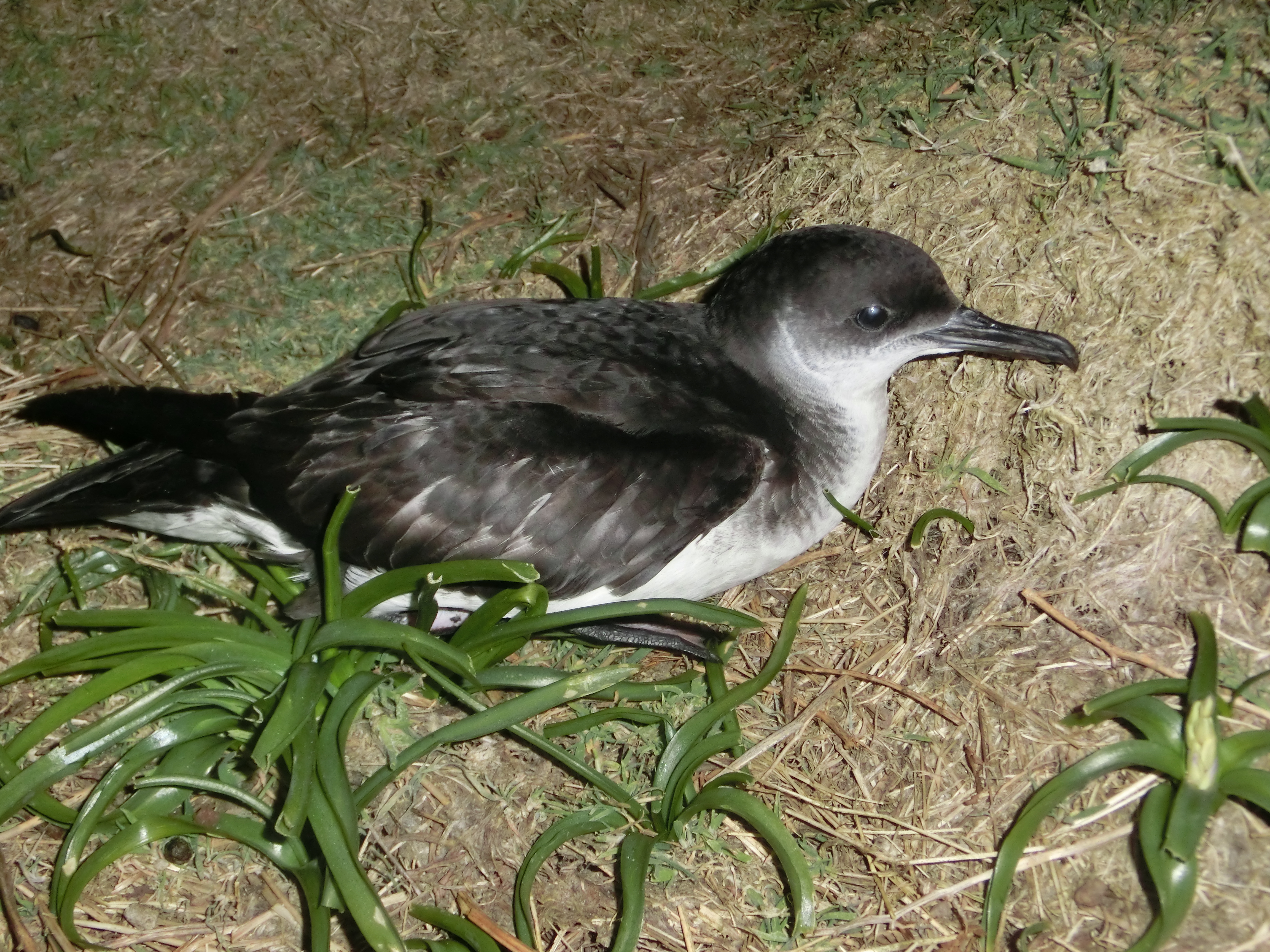
Bobo-pequeno faz seu ninho em tocas escavadas por eles mesmos ou por outros animais.

Os bobos e pardelas (em inglês, shearwater) fazem parte da família Procellariidae, um grupo extenso que contém cerca de 100 espécies de aves marinhas de médio a grande porte. Eles têm asas longas e estreitas e um característico “nariz tubular”. Embora tenha sido considerada uma espécie monotípica, recentemente uma subespécie endêmica para as Ilhas Canárias foi proposta: P. puffinus canariensis . O grande gênero Puffinus inclui várias espécies anteriormente consideradas subespécies do bobo-pequeno, incluindo o bobo yelkouan, a pardela-do-mediterrâneo, a pardela de Hutton , a pardela negra, a  pardela esvoaçante, a pardela de Townsend e a pardela havaiana. Destas, as pardelas havaianas e possivelmente as de Townsend parecem ser as mais estreitamente relacionadas com os bobos.
Três espécies extintas parecem estar intimamente relacionadas como bobo-pequeno: a pardela de lava, a pardela de duna e a pardela de Scarlett. DNA recuperado da pardela de lava das Ilhas Canárias sugere que é a espécie irmã do bobo-pequeno, apesar de ser significativamente menor.
O bobo-pequeno foi descrito pelo primeira vez pelo zoólogo dinamarquês Morten Thrane Brünnich como Procellaria puffinus em 1764. O nome científico atual Puffinus deriva de "puffin" e suas variantes, como poffin, pophyn e puffing, que se referiam à carcaça curada do filhote da pardela, uma antiga iguaria. O uso original data de pelo menos 1337, mas já em 1678 o termo gradualmente passou a ser usado para outra ave marinha, o papagaio-do-mar do Atlântico. O nome inglês atual ("Manx shearwater") foi registrado pela primeira vez em 1835 e refere-se ao antigo aninhamento desta espécie na Ilha de Man.

## Descrição

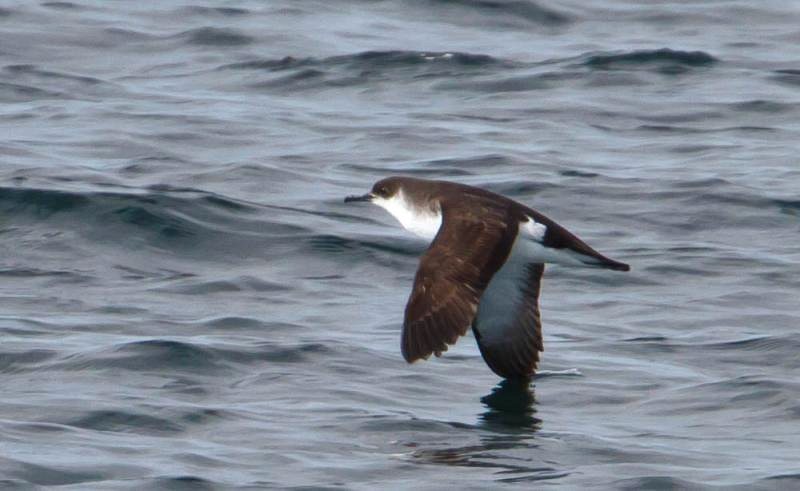
Voando na Islândia

O bobo-pequeno tem 30-38 centímetros de comprimento, com uma envergadura de asa de 76-89 centímetros, pesando de 350-575 gramas. Tem o voo "cortante" típico do gênero, mergulhando de um lado para o outro com as asas rígidas, com poucas batidas de asa, as pontas quase tocando a água. Este pássaro se parece com uma cruz voadora, com suas asas mantidas em ângulos retos com o corpo, e muda de preto para branco à medida que as partes superiores pretas e brancas sob as laterais são expostas alternadamente enquanto viaja baixo sobre o mar.

### Vocalização
Esta ave é silenciosa  no mar, mesmo quando os pássaros estão reunidos nas colônias de reprodução. Ele vocaliza em suas visitas noturnas às tocas de nidificação. As vocalizações consistem principalmente em uma série estridente de sussurros, uivos e gritos, normalmente em grupos de algumas sílabas, que se tornam mais fracas e guturais. O macho tem tons claros de toque e gritos que são ausentes do repertório mais bruto da fêmea, a diferença sendo óbvia quando um casal faz duetos. As fêmeas podem reconhecer a voz de seus companheiros, mas não de seus filhotes. Eles não prestam cuidados pós-nidificação, e como um filhote em sua toca é provavelmente deles, a identificação por voz não é necessária.

### Visão

Cada retina do bobo-pequeno tem uma fóvea e uma faixa alongada de alta densidade de fotorreceptores. O pecten ocular possui muitos vasos sanguíneos e parece manter a retina suprida de nutrientes.

A visão do bobo-pequeno tem uma série de adaptações ao seu modo de vida. Como outras aves marinhas com nariz tubular, tem uma área longa e estreita de sensibilidade visual contendo a fóvea na retina do olho. Esta região é caracterizada pela presença de células ganglionares regularmente organizadas e maiores do que as encontradas no resto da retina. Este recurso auxilia na detecção de itens em uma pequena área projetada abaixo e ao redor do bico. Pode ajudar na detecção de presas perto da superfície do mar quando um pássaro voa baixo sobre ela.
Uma vez que visita sua colônia de reprodução à noite, o bobo também tem adaptações para a visão noturna. Nos olhos do bobo, a lente faz a maior parte da curvatura da luz necessária para produzir uma imagem focada na retina. A córnea, a cobertura externa do olho, é relativamente plana, portanto, de baixo poder refrativo. Em um pássaro diurno como um pombo, o inverso é verdadeiro; a córnea é altamente curva e é o principal componente refrativo. A relação entre a refração da lente e a da córnea é de 1,6 para a o bobo e 0,4 para o pombo. A distância focal mais curta dos olhos do bobo dá-lhe uma imagem menor, mas mais brilhante do que no caso dos pombos. Embora o bobo-pequeno tenha adaptações para a visão noturna, o efeito é pequeno, e essas aves provavelmente também usam o olfato e a audição para localizar seus ninhos.

## Distribuição e habitat
O bobo-pequeno é uma espécie inteiramente marinha, normalmente voando dentro de 10 metros da superfície do mar. Ele nidifica em tocas em pequenas ilhas, que visita apenas à noite. As suas colónias de nidificação encontram-se no Oceano Atlântico Norte, no Reino Unido, Irlanda, Islândia, Ilhas Faroé, França, Ilha de Man, Ilhas do Canal, Açores, Ilhas Canárias e Madeira. As colônias mais importantes, com um total de mais de 300 000 pares, estão nas ilhas do País de Gales, Escócia e Irlanda do Norte. Três quartos das aves britânicas e irlandesas se reproduzem em apenas três ilhas; Skomer, Skokholm e Rùm . Cerca de 7 000 a 9 000 pares se reproduzem na Islândia, com pelo menos 15 000 casais nas Ilhas Faroé. Outras populações são de, no máximo, algumas centenas de pares. O nordeste da América do Norte foi colonizado recentemente de Newfoundland and Labrador a Massachusetts ; embora a reprodução tenha sido registrada pela primeira vez em 1973, as populações permanecem pequenas. Os registros no nordeste do Pacífico estão aumentando e há suspeitas de reprodução na Colúmbia Britânica e no Alasca.
Durante a época de reprodução, as aves viajam regularmente entre sua colônia e áreas de alimentação distantes da costa que podem chegar a 1 500 km de distância. Por exemplo, observou-se que os bobos-pequenos que criam seus filhotes na costa oeste da Irlanda viajam até a Dorsal Mesoatlântica para se alimentar quando as condições são adequadas.
As colônias de reprodução ficam desertas de julho a março, quando as aves migram para o Atlântico Sul, invernando principalmente no Brasil e na Argentina, com números menores no sudoeste da África do Sul. A jornada para o sul pode ser superior a 10 mil quilômetros, então um pássaro de 50 anos provavelmente cobriu mais de um milhão de quilômetros apenas em migração. A migração também parece ser bastante complexa, contendo muitas escalas e zonas de forrageamento em todo o Oceano Atlântico. O ornitologista Chris Mead estimou que um pássaro anilhado em 1957 quando tinha cerca de 5 anos e ainda reproduzindo na Ilha de Bardsey, no País de Gales, em abril de 2002, voou mais de 8 milhões de quilômetros no total durante sua vida de 50 anos.
Os bobos-pequenos podem voar diretamente de volta para suas tocas quando liberadas a centenas de quilômetros de distância, mesmo longe do oceano.

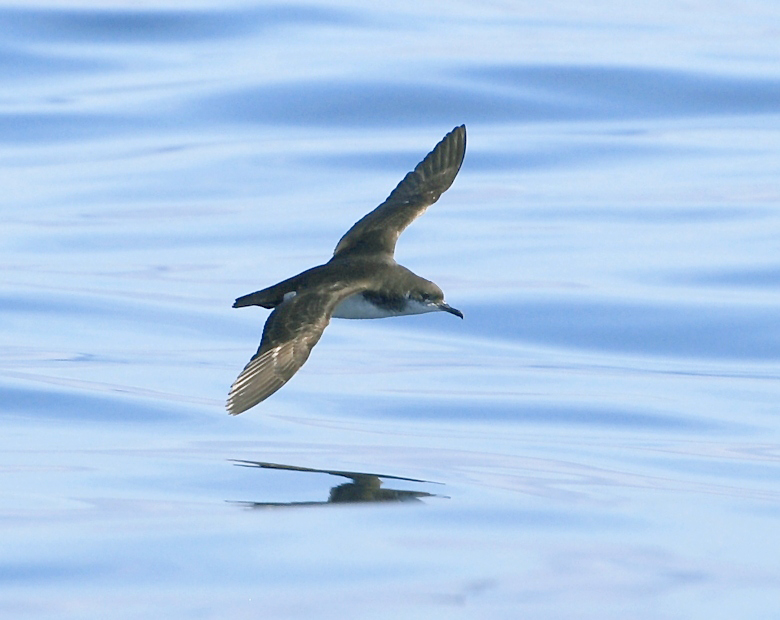
Em vôo

## Comportamento
Os bobos-pequenos são aves de vida longa. Um bobo-pequeno que se reproduz na Ilha de Copeland, Irlanda do Norte, era em 2003/04, a ave selvagem viva mais velha conhecida no mundo: anilhada quando adulta (pelo menos 5 anos) em julho de 1953, foi recapturada em julho de 2003, tendo pelo menos 55 anos.
Esta é uma espécie gregária, que pode ser vista em grande número em barcos ou promontórios, especialmente na migração no outono. É silencioso no mar, mas à noite, as colônias de reprodução estão vivas com gritos estridentes e cacarejantes.

### Reprodução
Embora os bobos retornem às colônias reprodutoras a partir de março, as fêmeas frequentemente partem novamente por 2 a 3 semanas antes da postura dos ovos no início de maio. Os machos retornam às colônias em que nasceram, mas até metade das fêmeas podem se mudar para outro lugar. O ninho é uma toca, muitas vezes previamente escavada por um coelho europeu, embora os bobos possam cavar seus próprios buracos. Buracos adequados sob as rochas também podem ser usados. As tocas podem ser reaproveitadas nos anos subsequentes.
O ovo branco, único, tem em média 61 mm x 42 mm e pesa 57 gramas, dos quais 7% é casca.

### Alimentação
O bobo-pequeno se alimenta de pequenos peixes (arenques, espadilhas e galeotas), crustáceos, cefalópodes e vísceras da superfície. A ave pega comida na superfície ou por meio de mergulho de busca e se alimenta sozinha ou em pequenos bandos. Pode ser atraído por cetáceos se alimentando, mas raramente segue barcos ou se associa a outras espécies de bobos.
Aves marinhas com nariz tubular podem detectar alimentos a uma distância de várias dezenas de quilômetros usando seu olfato para detectar resíduos e compostos como o dimetilsulfóxido produzidos quando o fitoplâncton é consumido pelo krill. Elas seguem o vento até encontrar um cheiro e o seguem contra o vento até sua origem.

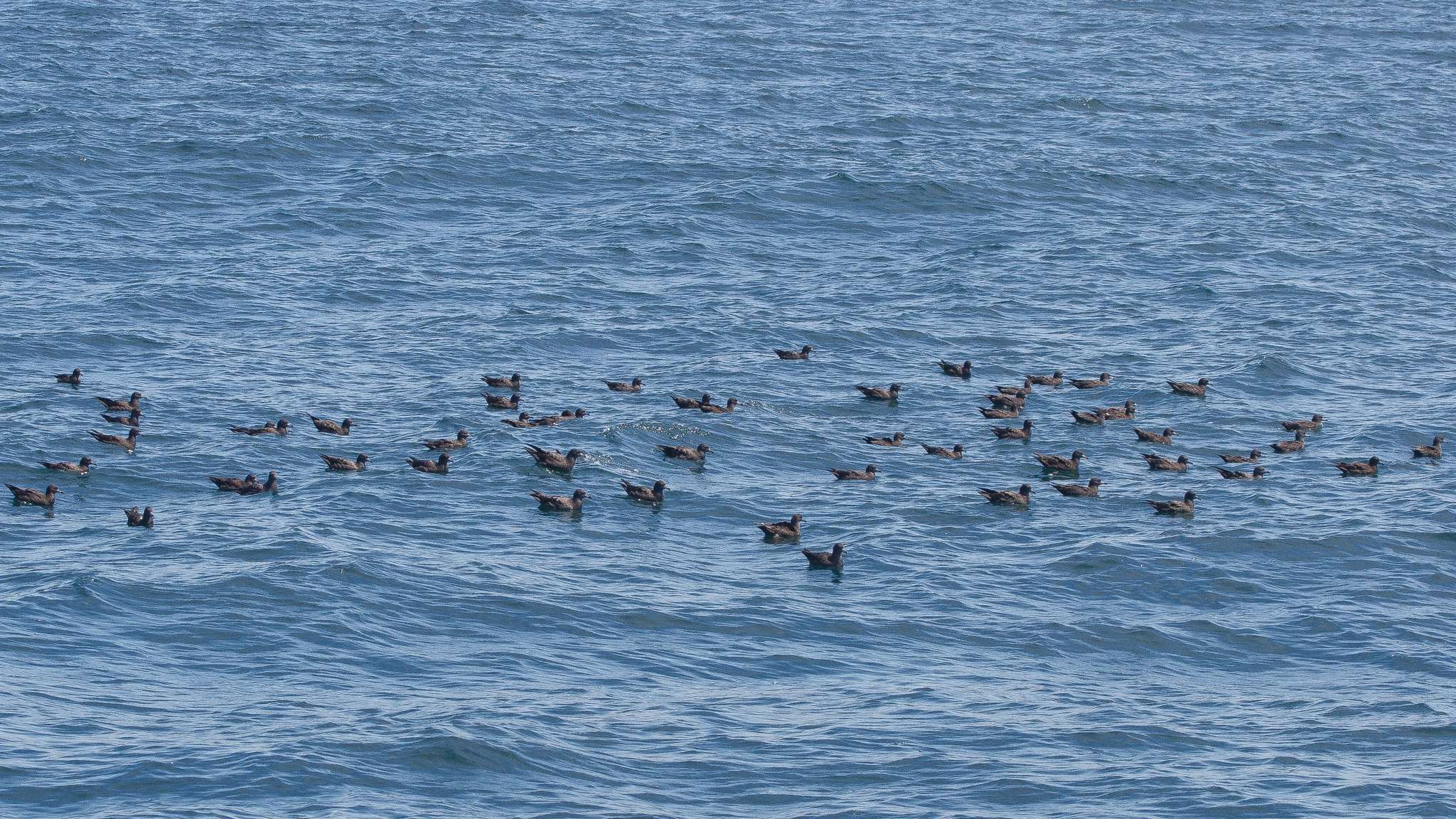
Rafting, um comportamento comum em bobos e pardelas

### Rafting
Os bobos-pequenos adotam um comportamento denominado "rafting", em que os pássaros se sentam, geralmente em grandes grupos de mais de 10 000, na água adjacente à Ilha Skomer, colônia de reprodução antes e depois de visitar seus filhotes. As jangadas ("rafts", em ingles) se aproximam da ilha durante a noite e se distanciam pela manhã, o que produz um efeito de "auréola" - onde nenhum pássaro é encontrado perto da ilha durante o dia. Esses ciclos diurnos e noturnos de distribuição de rafting são proeminentes para os bobos-pequenos ao redor da Ilha Skomer e podem fornecer uma forma de esperar o anoitecer que reduz o risco de predação.

## Predadores e parasitas
Por causa de sua falta de mobilidade em terra, os bobos-pequenos são vulneráveis ao ataque de grandes gaivotas, como o alcatraz-comum e o moleiro-grande. Aves de rapina, como o falcão-peregrino e a águia-real, também caçam aves adultas.
Ratos e gatos são um problema sério onde estão presentes; a grande colônia de bobos em Calf of Man foi destruída por ratos que chegaram de um naufrágio no final do século XVIII. Os ouriços terrestres comem os ovos das aves marinhas em seus ninhos onde foram introduzidos. Há registros que veados-vermelhos matavam e se alimentavam de bobos jovens pelo menos em Foula, Skokholm e Rùm; na última ilha, 4% dos filhotes são mortos por veados, e ovelhas também estão envolvidas na matança. Acredita-se que a razão para o comportamento carnívoro seja a necessidade de cálcio extra.
Os bobos-pequenos frequentemente carregam piolhos (Mallophaga), a maioria dos quais são comedores de penas nos grupos Ischnocera ou Amblycera, que também consomem sangue. Os mais comuns são os ischnoceras Halipeurus diversus e Trabeculus aviator. Os ninhos das aves reprodutoras frequentemente contêm a pulga da cagarra; Ornithopsylla laetitiae também está comumente presente, que compartilha uma ancestralidade comum com pulgas de coelho norte-americanas. Onde suas tocas ficam próximas às dos papagaios-do-mar do Atlântico, o carrapato Ixodes uriae é comum. O ácaro Neotrombicula autumnalis está frequentemente presente e tem sido implicado na disseminação da puffinose, uma doença viral na qual os pássaros jovens apresentam bolhas nos pés, conjuntivite e problemas de movimento. A taxa de mortalidade pode chegar a 70% em aves infectadas. Parasitas internos incluem a tênia Tetrabothrius cylindricus .

## Status
A população europeia do bobo-pequeno foi estimada em 350 000–390 000 casais reprodutores ou 1 050 000–1 700 000 de aves individuais e representa 95% do número total mundial. Embora a população desta espécie agora pareça estar diminuindo, a diminuição não é rápida ou grande o suficiente para acionar critérios de vulnerabilidade de conservação. Dados os seus números elevados, este bobo é classificado pela União Internacional para a Conservação da Natureza como sendo a menos preocupante.
No norte de sua distribuição, os números são estáveis e a distribuição está se expandindo, mas as atividades humanas estão afetando as populações nas ilhas da Macaronésia no Oceano Atlântico oriental. Isso inclui pássaros encalhados quando ofuscados pela iluminação artificial. Tal como acontece com outras cagarras e petréis, os bobos-pequenos recém-emplumados são suscetíveis a encalhe em áreas construídas devido à luz artificial. O ciclo lunar e os fortes ventos terrestres influenciam os eventos de aterramento no oeste da Escócia. Cerca de 1000–5000 pintos por ano são legalmente levados para alimentação nas Ilhas Faroé. Mamíferos introduzidos são um problema, embora as populações possam se recuperar quando ratos e gatos são removidos das ilhas. Os coelhos podem tentar ocupar tocas, mas também cavar novos túneis.

### Conservação
Esta espécie encontra-se listada no Livro Vermelho dos Vertebrados de Portugal com o estatuto de Em Perigo nos Açores e Vulnerável na Madeira.

## Na cultura
Os pintinhos grandes dos bobos-pequenos são muito ricos em óleos, por sua dieta de peixes, e são consumidos desde os tempos pré-históricos. Eles são facilmente retirados de suas tocas, e a colheita anual da Calf of Man pode ter chegado a 10 000 pássaros por ano no século XVII. Os jovens pássaros também foram comidos na Irlanda, Escócia e ilhas escocesas.
Os gritos estranhos e noturnos dos bobos-pequenos levaram a associações com o sobrenatural. As colônias de reprodução em Trollavalm Trøllanes e Trøllhøvdi nas Ilhas Faroé são acreditados para ter adquirido suas associação com trolls pelos clamores noturnos dessa ave.